# Jeff Fort
Jeff Fort (* 20. Februar 1947 in Aberdeen, Mississippi) ist ein ehemaliger Anführer und Gründungsmitglied der Straßengang Black P. Stones. Unter dem Namen Imam Abdul Malik Ka'bah gründete er innerhalb der Gang die Fraktion EL RUKN, die als islamistischer Teil der Gang aktiv war. Er verbüßt seit 1987 eine 155-jährige Haftstrafe im Hochsicherheitsgefängnis ADX Florence in Florence, Colorado, da er mit der Führung von Libyen zusammen mehrere terroristische Anschläge auf dem Gebiet der Vereinigten Staaten geplant hatte.

## Leben
Jeff Fort wurde am 20. Februar 1947 in Aberdeen (Mississippi) geboren. Er zog 1955 mit seiner Familie nach Woodlawn im Süden von Chicago. Er verließ die Schule ohne Abschluss in der vierten Klasse.
Fort verbrachte einige Zeit in der Jugendstrafanstalt von Cook County, Illinois und auf der State Training School for Boys in St. Charles, wo er Eugene „Bull“ Hairston kennenlernte. 1959 gründeten er und Hairston die Gang Blackstone Rangers in St. Charles. Die Blackstone Rangers nahmen Jugendliche aus der Blackstone Avenue von Woodlawn auf und kämpften gegen andere Gangs im Süden Chicagos. Hairston war der Anführer und Fort seine Vertretung. Rivalen zu dieser Zeit waren die Devil’s Disciples.
In den 1960ern bekam Fort den Spitznamen „Angel“ (dt. „Engel“) verpasst, weil er die Fähigkeit hatte, Konflikte zu schlichten und Verbindungen zu anderen Gangs herzustellen. Mitte der 1960er formte er eine Koalition aus 21 verschiedenen Gangs mit etwa 5000 Mitgliedern. Diese wurde von den Anführern der jeweiligen Gangs, den „Main 21“, geleitet. Als die Rangers größer wurden, begann man sich politisch und sozial zu engagieren. Der presbyterianische Pfarrer John Fry gab ihnen Ratschläge, wie die Organisation zu führen sei.
Unter seiner Anweisung gelang es Fort, die Unterstützung des Staates Illinois zu bekommen und er gründete 1967 die politische Organisation Grassroots Independent Voters of Illinois, die mehr als eine Million US-Dollar an staatlicher Unterstützung erhielt. Die Organisation gab vor, sogenannte Job Trainings anzubieten. Sie funktionierte aber auch als Instrument der Geldwäsche. Zusätzlich zur staatlichen Unterstützung kamen noch Spendengelder aus privaten Stiftungen. Nicht wie andere Gangs in Chicago waren die Rangers damit akzeptierte Mitglieder der Gesellschaft von Chicago. Dies ging sogar so weit, dass Fort zur Amtsernennung von Richard Nixon eingeladen wurde. Er ging jedoch nicht hin und schickte stattdessen seinen Stellvertreter Mickey Cogwell und einen seiner Generäle zu der Veranstaltung.

### Black P. Stone Nation
Nachdem Hairston 1966 inhaftiert wurde, hatte Fort die Alleinherrschaft über die Rangers und nannte diese 1968 in Almighty Black P. Stone Nation oder Black P. Stones um. Die Stones gaben vor, für die Sicherheit im Süden von Chicago zu sorgen, begingen aber selbst Verbrechen, wie Überfälle, Erpressung und Nötigung. Sie spezialisierten sich schließlich auf Schutzgelderpressung.
1968 wurden Ermittlungen gegen die Organisation geführt. Vorgeworfen wurde ihr Geldwäsche. Fort, als Zeuge vorgeladen, stellte sich einem Komitee des Senats, verließ aber daraufhin den Saal. Er wurde dafür wegen Missachtung des Kongresses verurteilt.

### El Rukn
1972 wurde er zusammen mit zwei weiteren Mitgliedern zu fünf Jahren Haft verurteilt, weil er Gelder seiner Organisation veruntreut hatte. Fort saß zwei Jahre im Bundesgefängnis Leavenworth ab und konvertierte in dieser Zeit zum Islam. Er gab sich selbst den Namen Prince Malik. 1976 zog er nach Milwaukee, Wisconsin und schloss sich dem Moorish Science Temple an. 1978 kehrte er nach Chicago zurück und ihm gelang es, die 21 Anführer der Black P. Stones zu entmachten und stattdessen fünf seiner Getreuen als Anführer einzusetzen. So konnte er die Black P. Stone Nation als „El Rukn“ (arabisch für Pilger) neu formieren. Von offizieller Seite wurde spekuliert, ob es sich bei der Konversion um einen Trick handelte, um sich vor polizeilicher Überwachung zu schützen.
In den 1970ern schmuggelte El Rukn Kokain und Heroin in die Vereinigten Staaten. 1983 wurde Fort deshalb zu 13 Jahren Haft im Bundesgefängnis von Bastrop, Texas verurteilt. Er lenkte über kodierte Telefongespräche die Geschicke der Gang weiter und organisierte einige Treffen mit Regierungsangestellten von Libyen. Gegen die Zahlung von 2,5 Millionen US-Dollar erklärte sich die Gang bereit, terroristische Anschläge zu begehen.
1987 wurde Fort der Verschwörung angeklagt und zu 80 Jahren Haft verurteilt. Das Gericht sah es als erwiesen an, dass Fort zusammen mit Libyen nach Art des COINTELPRO-Programms terroristische Anschläge geplant habe. Er wurde zunächst im Hochsicherheitsgefängnis von Marion, Illinois inhaftiert. 1988 erhielt er eine zusätzliche Strafe von 75 Jahren, weil er 1981 den Mord an einem Mitglied einer rivalisierenden Gang angeordnet hatte. Fort wurde danach in das neu geschaffenen Hochsicherheitsgefängnis ADX Florence verlegt und befindet sich dort seit 2006 in Isolationshaft.